# Heinrich von Papius
Philipp Heinrich Ferdinand von Papius (* 20. März 1839 in Aschaffenburg; † 14. Dezember 1924 ebenda) war Jurist und Mitglied des Deutschen Reichstags.

## Leben
Papius besuchte das Gymnasium und Lyzeum in Aschaffenburg und studierte Rechtswissenschaften an den Universitäten München und Heidelberg und legte die Konkursprüfung für den Staatsdienst 1864 in Würzburg ab, wo er auch 1866 promoviert wurde. Er unternahm umfangreiche Reisen. 
1881 wurde er Mitglied des Bayerischen Landtages für den Wahlkreis Miltenberg. Mitglied des Deutschen Reichstages war er seit einer Nachwahl für den ausgeschiedenen Abgeordneten Thomas von Hauck am 20. Januar 1880 für den Wahlkreis I Unterfranken (Aschaffenburg) und die Zentrumspartei. Er übte dieses Mandat bis zu seiner Mandatsniederlegung am 20. September 1886 aus.